# 京都市立桂坂小学校
京都市立桂坂小学校（きょうとしりつ かつらざかしょうがっこう）は、京都府京都市西京区にある公立小学校。西京区北西部にある西武都市開発が造成した丘陵地帯（桂坂ニュータウン）に立地するため、年間を通して京都市中心部よりも気温が約1度低いのが特徴。

## 沿革
- 1988年3月 - 京都市会にて設置条例が可決される
- 1988年4月 - 開設準備室が設置される
- 1988年5月 - 着工
- 1988年7月 - 開設準備委員会が発足
- 1989年4月 - 開校
- 1990年5月 - 京都市教育委員会協力指導教育研究指定校に指定
- 1998年4月 - 育成学級を設置
- 1998年9月 - 地域教育推進協力校に指定（2ヵ年）
- 1999年9月 - 桂坂ふれあいルームを設置
- 2010年4月 - 新校舎増築着工
- 2011年4月 - 新校舎完成

## 主な進学先
- 京都市立大枝中学校

## 周辺施設
- 京都市立大枝中学校
- 国際日本文化研究センター

## 交通アクセス
- 阪急京都本線・阪急嵐山線 桂駅下車
- JR京都線 桂川駅下車

- - バス停「桂坂小学校前」下車

## 通学区域が隣接している学校
- 京都市立大枝小学校
- 京都市立松陽小学校
- 京都市立松尾小学校